# Iryanthera crassifolia
Iryanthera crassifolia là một loài thực vật có hoa trong họ Myristicaceae. Loài này được A.C. Sm. mô tả khoa học đầu tiên năm 1937.